# Cầu Đại Ngãi
Cầu Đại Ngãi là một cầu đang được thi công xây dựng trên tuyến Quốc lộ 60 bắc qua sông Hậu kết nối tỉnh Vĩnh Long và thành phố Cần Thơ.
Dự án có điểm đầu giao với quốc lộ 54 thuộc địa phận xã Hùng Hòa, tỉnh Vĩnh Long và điểm cuối giao với quốc lộ Nam Sông Hậu thuộc địa phận xã Đại Ngãi, thành phố Cần Thơ.
Dự án có tổng chiều dài khoảng 15,14km. Phần tuyến được thiết kế với quy mô đường cấp III đồng bằng, vận tốc thiết kế 80km/h, trong đó cầu Đại Ngãi 1 được thiết kế với quy mô mặt cắt ngang 4 làn xe, bề rộng cầu 17,5m. Riêng phần cầu chính dây văng, bề rộng 21,5m. Cầu Đại Ngãi 2 có quy mô mặt cắt ngang 4 làn xe, bề rộng cầu 17,5m.
Ngoài ra, dự án cũng có 7 nút giao, trong đó có 5 nút giao bằng và 2 nút giao bố trí nhánh tách nhập làn kết nối với đường chui dưới cầu Đại Ngãi 1.
Dự án giúp nối thông toàn tuyến quốc lộ 60, nâng cao năng lực vận tải cho vùng Đồng bằng sông Cửu Long, tạo sự kết nối giao thông thuận tiện giữa các tỉnh duyên hải phía Nam với Thành phố Hồ Chí Minh. 
Đặc biệt, rút ngắn thời gian đi lại, giảm chi phí vận tải lưu thông hàng hóa, mở rộng giao thương và bỏ thế độc đạo của quốc lộ 1A, rút ngắn khoảng 80km so với tuyến quốc lộ 1A khi di chuyển từ Cà Mau, Sóc Trăng, Bạc Liêu về Thành phố Hồ Chí Minh.
Cầu Đại Ngãi chính thức khởi công xây dựng ngày 15 tháng 10 năm 2023 và dự kiến hoàn thành vào năm 2025.